# Phlogochroa sejuncta
Phlogochroa sejuncta är en fjärilsart som beskrevs av Walker 1873. Phlogochroa sejuncta ingår i släktet Phlogochroa och familjen nattflyn. Inga underarter finns listade i Catalogue of Life.